# Elezioni parlamentari in Turchia del 1943
Le elezioni parlamentari in Turchia del 1943 si tennero il 28 febbraio per il rinnovo della Grande Assemblea Nazionale Turca.